# Codrii Cosminului

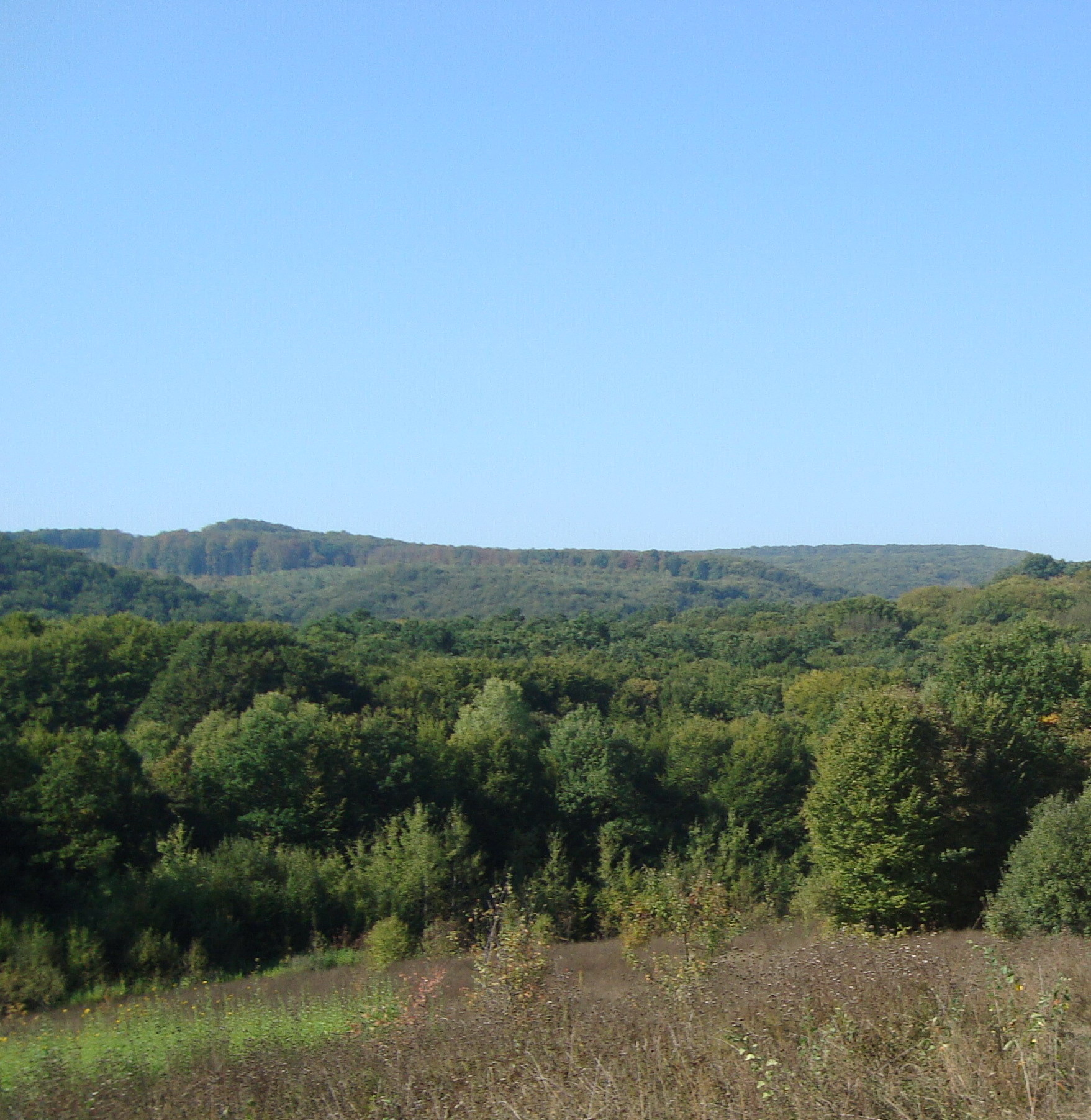
Codrii Cosminului

Codrii Cosminului reprezintă o zonă de vegetație de mare importanță istorică.

## Localizare
Codrii sunt situați între comunele Valea Cosminului și Voloca pe Derelui, raionul Adâncata (Hliboca), regiunea Cernăuți, Ucraina. 

## Importanța istorică
Pe 26 octombrie 1497, în bătălia de la Codrii Cosminului, oastea moldovenească a lui Ștefan cel Mare a învins armata poloneză condusă de regele Ioan Albert.

## Atracții turistice

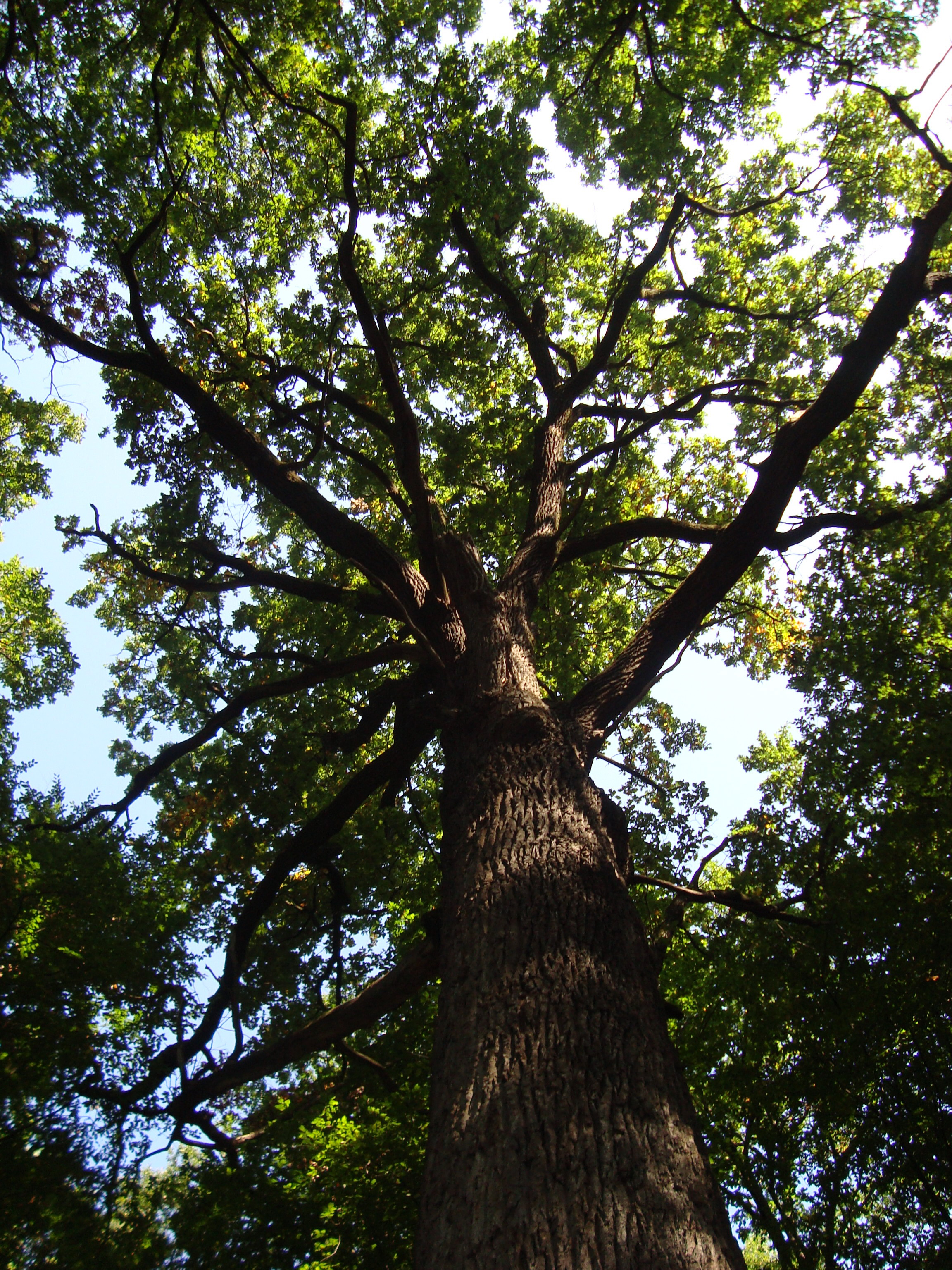
Stejarul lui Ştefan cel Mare

### Stejarul lui Ștefan cel Mare

Crucea de lângă Stejarul lui Ştefan cel Mare

Potrivit legendei, după victoria de la Codrii Cosminului, Ștefan cel Mare i-a impus pe prizonierii polonezi să are și să semene ghindă în locul copacilor doborâți de oștenii moldoveni în timpul luptei. Locul unde au crescut stejarii semănați de polonezi s-a chemat Dumbrava Rosie. Se spune că din stejarii semănați de polonezi a mai rămas doar unul singur, numit de localnici Stejarul lui Ștefan cel Mare.
Alături de stejar este instalată o cruce pe care scrie Nu este a mea și nici a voastră, dar este a nepoților și strănepoților noștri, dupa care mai jos urmează inscripția de la strănepoți, precum și data bătăliei: 1497 în ziua de Sf. Dumitru.
Stejarul se găsește în codri, cam la 1 km de șoseaua care străbate localitatea Valea Cosminului. 

### Statuia lui Ștefan cel Mare (proiect)
Potrivit unui proiect, statuia lui Ștefan cel Mare urmează să fie ridicată în Codrii Cosminului în amintirea bătăliei. Totuși, deja de câțiva ani, proiectul stagnează. 